# 미국 건국의 아버지

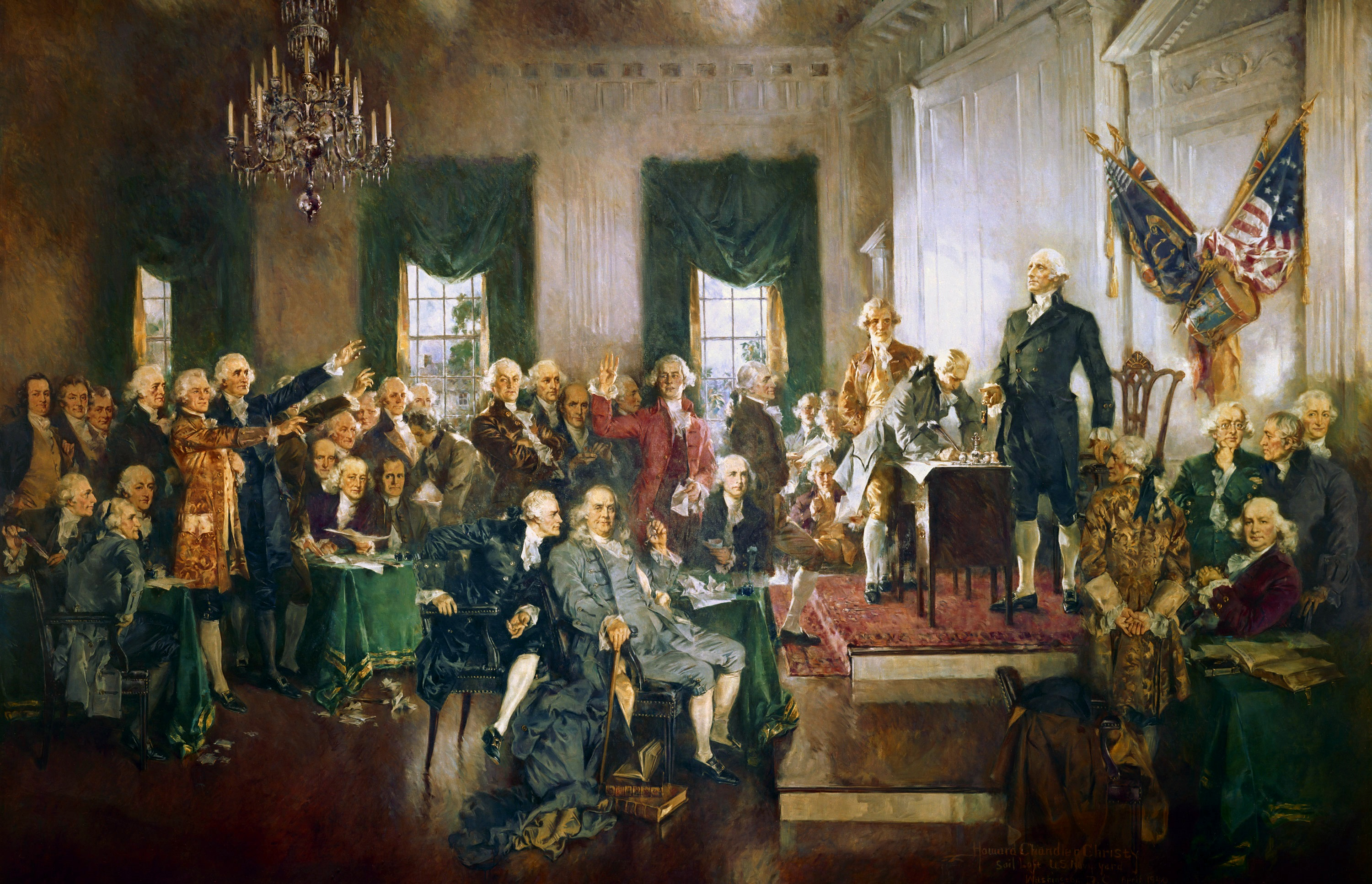
미국의 헌법 서명 (하워드 챈들러 크리스티(Howard Chandler Christy) 그림)

미국 건국의 아버지(美國 建國 - , 영어: Founding Fathers of the United States) 또는 미국 국내적으로 단순히 건국의 아버지(Founding Fathers)는 미국 독립 전쟁과 관련된 미국의 역사 초기의 5명의 대통령들을 포함해, 미국 독립 선언에 참여한 국가수반들을 일컫는 표현이다.

## 배경

미국 독립 선언 (존 텀불 그림)

1774년 펜실베이니아 필라델피아에서 제1차 대륙회의가 간단하게 열렸다. 여기에는 조지 워싱턴이나 패트릭 헨리, 존 애덤스와 같은 13개 식민지 중 12개 식민지 의회에서 선발된 56명의 대표단이 참석했다. 다른 저명한 대표단으로는 매사추세츠에서 온 새뮤얼 애덤스와 펜실베이니아에서 온 존 디킨슨 그리고 뉴욕에서 온 존 제이가 있었다. 대륙회에서는 영국 왕실에 탄원서를 보낼 것을 확정하는 외에도 영국 본국을 대상으로 보이콧과 실력행사를 관리할 대륙협의체를 구성했다.
1775년 5월 10일 사실 상 제1차 대륙회의의 연장인 제2차 대륙회의가 소집되었다. 이전에 참석했던 56명의 대표단 중 대다수가 제2차 대륙회의에도 참석했다. 새로 참여한 저명한 인물로는 벤실베이니아에서 온 벤저민 프랭클린과 로버트 모리스 그리고 메사추세츠에서 온 존 핸콕이 있었다. 이어 2주 이내에 페이튼 랜돌프가 의회 의장을 맡기 위해 버지니아에 소환되었고, 버지니아 대표단은 토머스 제퍼슨으로 교체되었다. 핸콕은 의장으로 선임되었다. 제2차 대륙회는 미국 독립 선언을 채택하였다.
새롭게 건국된 미합중국은 영국 의회를 대체하기 위한 새로운 정부를 구성해야 했다. 미국인들은 연합규약을 채택했다. 이것은 일원제로 구성된 정부체를 구성하는 선언문이었다. 13개 식민지에서의 비준은 제2차 대륙회의에 연합회의라는 새로운 이름을 부여하였고, 그것은 1781년에서 1789년간 활동을 했다. 이후 1789년 필라델피아에서 제헌회의가 개최되었다.
비록 연합규약을 개정하기 위해 회의는 소집되었지만, 제임스 매디슨이나 알렉산더 해밀턴과 같은 그 지지자들의 당초 의도는 부적절하게 존재하는 정부를 수정하기 보다는 새로운 정부를 구성하는 것이었다. 대표단은 조지 워싱턴을 연합회의 의장으로 선출하였다. 그 회의의 결과로 미국 헌법이 탄생하였다.

## 경력
미국 헌법 제정 회의에 참석한 55명의 대의원은 18세기 미국 지도자의 한 단면을 나타내고 있었다. 그들의 대부분은 교양이 있고, 속한 사회에서 지도적인 지위에 있으며, 역사에 이미 입증된 인물이 많았다. 사실상의 모든 사람이 미국 독립 혁명에 참여한 사람들이었다. 적어도 29명은 대륙군에 종군하여 대부분 지휘관 직에 있었다. 미국 독립 선언과 헌법에 서명한 사람의 경력에 대해 다음과 같은 조사 기록이 있다.

### 정치
헌법의 서명자는 폭넓게 정치 활동을 한 경험이 있다. 1787년까지, 3/4인 41명이 대륙회의의 일원이었다. 실제로, 55명 전원이 각각의 식민지 의회에 경험이 있고, 대부분은 지방 행정 단위의 소장을 맡고 있었다.
- 토머스 미플린과 너새니얼 고햄은 대륙회의의 의장을 맡았다. 대륙회의 경험이 없는 사람은 리처드 바셋과 나머지 15명이었다.
- 8명이 미국독립선언과 헌법에 서명했다.
- 6명이 연합규약과 헌법에 서명했다.
- 2명(로저 셔먼과 로버트 모리스)이 3개 모두 서명했다.
- 4명(존 디킨슨, 벤저민 프랭클린, 존 랭던, 존 러틀리지)이 주지사였다.

### 직업
1787년의 대의원은 폭넓게, 중상급 간주되는 직업에 종사하며, 많은 여러 가지 일을 동시에 해내고 있었다. 대의원의 직업은 왕당파의 경우와 극단적인 차이는 없었지만, 그 직업에 있어서는 젊은 분이었다. 35명이 변호사이며 법률에 대한 지식을 살렸지만, 모든 사람이 자신의 직업을 생계로 하고 있는 것은 아니었다. 판사 출신의 사람도 있었다.
- 13명이 회의 시간에 상인이었다.
- 6명이 대규모의 땅을 가지고 있었다.
- 11명은 대규모 증권을 투자했다.
- 12명은 노예 노동에 의한 플랜테이션 또는 대규모 농장의 소유자 또는 경영자였다.
- 2명이 소규모 농부였다.
- 9명은 지방 관청에서 상당한 비율로 수익을 얻고 있었다.
- 3명은 실제 경제 활동에서 은퇴했다.
- 2명은 과학자이고, 다른 활동도 했다.
- 2명은 의사이며, 1명은 대학의 학장이었다.
- 1명은 개신교 목사였다. 또한 3명 또는 다른 어떤 신학을 배우고 있었지만 교회는 가지고 있지 않았다.

### 가족 및 재정
1787년대 의원 몇몇은 부자였다. (식민지에서 가장 부유한 사람의 대부분은 왕당파이며, 영국에 돌아갔다.) 다른 사람 대부분은 매우 또는 적당히 재정 기반이 있었다. 자산의 측면에서는 대체로 왕당파보다 열등했다. 조지 워싱턴과 로버트 모리스는 가장 부유한 사람으로 자리 매김했다.
- 4명이 상당한 자산가였다.
- 7명은 썩 좋은 재정 상태는 없었지만, 괜찮은 축에 들었다.
- 상당수 사람이 지주 집안에서 태어났다.
- 몇몇은 가난한 집안에서 태어나 자수성가를 한 사람들이었다.

### 기타
- 1787년대 의원의 대부분이 13개 식민지 태생이었다.
- 4명이 아일랜드 출신, 2명이 잉글랜드 출신, 스코틀랜드 및 서인도 제도 출신이 각 1명이었다. 많은 사람이 여러 식민지를 거친 경험이 있었다.
- 해외 유학 또는 여행 경험이 있는 사람이 있었다.

건국의 아버지들에게는 강한 교양의 뒷받침이 있었다. 프랭클린처럼 대부분 독학으로 또는 직업을 가지며, 배운 사람도 있었다. 가정교사에게 배운 사람도 있고, 전문 학교에서 배운 사람도 있었다. 절반은 식민지 또는 영국의 대학을 나왔다. 의학박사 학위를 가진 자, 신학의 수행한 사람도 있었다. 몇몇 변호사는 런던의 법률 학교에서 공부했지만, 대부분은 미국에 변호사를 개업하여 일하고 있었다.

### 수명

건국의 아버지 사망 시 나이

1787년대 당시의 평균적으로 평균 수명은 67세였다. 최장수를 기록한 인물은 윌리엄 새뮤얼 존슨으로 92세였다.
- 80세 이상 살아있는 사람은 4명이었다.
- 15명 내지 16명이 70대까지 살았다.
- 20명 내지 21명이 60대까지 살았다.
- 8명이 50대까지 살았다.
- 5명은 40대까지 밖에 살 수 없었다.
- 2명은 결투로 죽었다.

대의원의 대부분이 결혼하고 가정을 가졌다. 로저 셔먼이 최대의 가족으로 2명의 아내에 15명의 자녀를 낳았다.
- 적어도 9명은 여러 번 결혼을 하였다.
- 4명은 평생 독신이었다.

#### 종교
1787년대 의원 몇몇은 종교를 가지고 있었다. 로마 가톨릭 신도 3명을 제외하고 대부분의 사람은 개신교였다. 개신교 가운데 28명은 미국 성공회, 8명은 장로교회, 7명은 조합교회 주의자, 두 사람은 루터 교회, 두 사람은 감리교도였다.
유명한 건국의 아버지 중 일부는 반성직자 기독교주의였다. 토머스 제퍼슨은 기존의 종교에 대한 반발과 교권 반대주의를 주장했다. 그 강연이나 문서에서 기존의 교회 조직에 반대하는 논지를 전개하는 사람이 있었다. 제퍼슨은 자신의 성경을 썼다. 그러나 패트릭 헨리처럼 전통적인 종교의 강한 지지자도 있었다. 토머스 페인과 같은 이는 이신론을 신봉하였다.
건국의 아버지들의 다양한 신앙 형태에도 불구하고, 대부분이 종교를 호의적으로 보고 있었다. 이것은 그들의 강연이나 문서에서도 알 수 있다. 예를 들어, 국민의 윤리성을 형성할 때, 법의 준수를 확보할 때 (워싱턴), 사람의 악을 조사할 때 (프랭클린), 미국과 같은 자유로운 정부를 보호할 때 (애덤스) 종교의 역할이다. 교회와 정치의 분리는 건국의 아버지들이 항상 강조하던 것이었다. "미국 의회는 어떤 의미에서 기독교에 근거한 것은 아니다"라는 글이 1707년 트리폴리 조약에 있다. 이 문서는 의회에서 별로 논의도되지 않고 비준되어, 건국의 아버지들의 의도를 연상시키는 것이 되어 있다.
종교는 아니지만, 상당한 수의 사람이 프리메이슨이었다.

## 관련 인물
아래의 인물들은 미국 독립 선언에 참여한 사람들을 포함한, 미국 건국의 아버지들로 불리는 사람들이다.

### 미국 독립 선언 서명자
| - 존 애덤스 - 새뮤얼 애덤스 - 조사이어 버틀렛 - 카터 브랙턴 - 찰스 캐럴 - 새뮤얼 체이스 - 에이브러햄 클라크 - 조지 클라이머 - 윌리엄 엘러리 - 윌리엄 플로이드 - 벤저민 프랭클린 - 앨브리지 게리 - 버튼 그윈넷 - 라이먼 홀 - 존 핸콕 - 벤저민 해리슨 - 존 하트 - 조지프 퓨즈 - 토머스 헤이워드 주니어 | - 윌리엄 후퍼 - 스티븐 홉킨스 - 프랜시스 홉킨스 - 새뮤얼 헌팅턴 - 토머스 제퍼슨 - 프랜시스 라이트풋 리 - 리처드 헨리 리 - 프랜시스 루이스 - 필립 리빙스턴 - 토머스 린치 주니어 - 토머스 매퀸 - 아서 미들 - 루이스 모리스 - 로버트 모리스 - 존 모턴 - 토머스 넬슨 주니어 - 윌리엄 파커 - 존 펜 - 로버트 트리트 페인 | - 조지 리드 - 시저 로드니 - 조지 로스 - 벤저민 러시 - 에드워드 러틀리지 - 로저 셔먼 - 제임스 스미스 - 리처드 스톡턴 - 토머스 스톤 - 조지 테일러 - 매슈 손턴 - 조지 월턴 - 윌리엄 휘플 주니어 - 윌리엄 윌리엄스 - 제임스 윌슨 - 존 위더스푼 - 올리버 월컷 - 알렉산더 해밀턴 - 조지 와이스 |

### 미국 헌법 제정 회의 대의원

#### 헌법에 서명한 대의원
| - 에이브러햄 볼드윈 - 리처드 바셋 - 거닝 베드 - 존 블레어 - 윌리엄 브라운트 - 데이비드 브리얼리 - 제이컵 블룸 - 피어스 버틀러 - 대니얼 캐럴 - 조지 클라이머 - 조너선 데이턴 - 존 디킨슨 - 윌리엄 퓨 - 토머스 피츠 사이먼스 - 밴저민 프랭클린 - 니컬러스 길먼 - 대니얼 고햄 - 알렉산더 해밀턴 - 저레드 잉거솔 - 대니얼 오브 세인트 토머스 제니퍼 | - 윌리엄 새뮤얼 존슨 - 루퍼스 킹 - 존 랭던 - 윌리엄 리빙스턴 - 제임스 매디슨 - 제임스 맥 헨리 - 토머스 미플린 - 고버누어 모리스 - 로버트 모리스 - 윌리엄 패터슨 - 찰스 코츠워스 핑크니 - 찰스 핑크니 (코츠워스 핑크니의 사촌 동생) - 조지 리드 - 존 러틀리지 - 로저 셔먼 - 리처드 돕스 스파이트 - 조지 워싱턴 (헌법 제정 회의 의장) - 휴 윌리엄슨 - 제임스 윌슨 - 윌리엄 잭슨 |  |

#### 서명하지 못한 대의원
조기에 회의로부터 멀리 있었기 때문에 헌법에 서명할 수 없었던 대의원 12명은 다음과 같다.
| - 윌리엄 리처드슨 디비 - 올리버 엘스워드 - 윌리엄 휴스턴 - 존 랜싱 주니어 - 알렉산더 마틴 - 루터 마틴 | - 제임스 맥클러그 - 존 프랜시스 머서 - 윌리엄 피어스 - 케일럽 스트롱 - 조지 와이스 - 로버트 예이츠 |  |

#### 헌법 서명 거부 대의원
- 조지 메이슨
- 에드먼드 랜돌프
- 엘브리지 게리

## 건국의 아버지로 간주되는 기타 인물
- 이던 앨런 : 버몬트 공화국의 건국에 참여했다.
- 리처드 브랜드 : 미국 독립 전쟁 이전 식민지의 사상 형성에 기여했다.
- 조지 클린턴 : 제4대 미국 부통령
- 패트릭 헨리 : “자유가 아니면, 죽음을 달라!”라는 연설로 유명하다.
- 존 제이 : 파리 강화 조약의 초안 작성에 진력했다.
- 헨리 리 : 대륙군 기병 장교로 활약했다.
- 로버트 리빙스턴 : 독립 선언을 기초한 5명 중 한사람이다.
- 존 마셜 : 제4대 대법원장
- 제임스 먼로 : 대륙회의 대의원, 제5대 미국대통령으로 공화국 세대의 마지막 인물
- 토머스 페인 : 《상식》(Common Sense)의 저자로 말년에는 이후 프랑스 혁명의 신헌법 초안 작성도 도왔다.
- 패이튼 랜돌프 : 초대 대륙회의 의장.
- 찰스 톰슨 : 미국의 총리라고 하는 대륙회의 전 기간의 서기관.

## 같이 보기
- 제퍼슨 기념관
- 워싱턴 기념탑
- 국부 (정치)